# آیت‌الله (تهیه‌کننده موسیقی)
لامونت دارل (به انگلیسی: Lamont Dorrell) که بیشتر با نام آیت‌الله شناخته می‌شود تهیه‌کننده و هنرمند موسیقی هیپ‌هاپ اهل آمریکا است. او اهل منطقهٔ کوینز نیویورک است. او تا به‌حال با تعداد زیادی از هنرمندان بزرگ موسیقی هیپ هاپ مانند گوست‌فیس، راکیم، کارمگا، آر.ای د راگد من، ترژدی خدفی و ماستا ایس همکاری داشته‌است.
آیت‌الله اولین بار در سال ۱۹۹۹ و با تهیهٔ تک‌آهنگ «Ms. Fat Booty» برای ماس دِف به شهرت رسید.
او علاوه بر تهیه‌کنندگی موسیقی تا به امروز چند آلبوم شخصی هم منتشر کرده‌است. آخرین آلبوم آیت‌الله مجموعهٔ Live From The MPC60 است که در سال ۲۰۱۰ منتشر شده‌است.